# Lin Chaopan
Lin Chaopan (林超攀S, Lín ChāopānP; Jinjiang, 27 agosto 1995) è un ginnasta cinese membro della squadra cinese medaglia di bronzo alle Olimpiadi di Rio de Janeiro 2016 e di Tokyo 2020.

## Biografia
Al suo debutto ai Mondiali di Anversa 2013, all'età di 18 anni, si è laureato campione alle parallele simmetriche piazzandosi inoltre 8º alla sbarra e 9º nel concorso individuale. Con la squadra cinese vince la medaglia d'oro ai successivi Mondiali di Nanning 2014 e giunge terzo ai campionati di Glasgow 2015, prima di vincere nuovamente il bronzo nella gara a squadre alla XXXI Olimpiade. Alle Olimpiadi di Rio de Janeiro 2016 si piazza inoltre al quinto posto nel concorso individuale. 
È vicecampione del mondo ai Mondiali di Montreal 2017 dietro il connazionale Xiao Ruoteng.